# Movimento para a Unidade e a Jihad na África Ocidental
Movimento para a Unidade e a Jihad na África Ocidental (abreviado MUJAO; em árabe: جماعة التوحيد والجهاد في غرب أفريقيا Jamāʿat at-tawḥīd wal-jihād fī gharb ʾafrīqqīyā; em francês:  Mouvement pour l'unicité et le jihad en Afrique de l'Ouest),  foi uma organização militar e terrorista, de ideologia jihadista salafita que se separou da Al-Qaeda no Magreb Islâmico.
Anunciou sua primeira ação armada em um vídeo em 12 de dezembro de 2011, onde declarou seu objetivo de disseminar a jihad por uma grande parte da África Ocidental, entretanto suas operações ficariam limitadas ao sul da Argélia e ao norte do Mali. 
Uma facção do grupo fundiu-se com a al-Mulathameen de Mokhtar Belmokhtar para formar um novo grupo chamado al-Murabitun em 2013.  Em 2015, um dos membros da al-Murabitun e antigo porta-voz do MUJAO, Walid Abu Sarhaoui, anunciou  a sua dissidência do grupo, jurou lealdade ao Estado Islâmico e criou o Estado Islâmico no Grande Saara.